# Bal du moulin de la Galette
Bal du moulin de la Galette (Tanz im Moulin de la Galette) ist ein Gemälde des französischen Malers Pierre-Auguste Renoir aus dem Jahre 1876. Es ist 131 × 175 cm groß und hängt im Musée d’Orsay.
Das Bild zeigt eine Szene im Freien mit tanzenden und sich amüsierenden Menschen in Montmartre. Die Wiedergabe des Lichts macht die Szene (typisch für Renoir und den Impressionismus) lebendig und spontan.
Es entstammt der Sammlung Gustave Caillebotte.

## Beschreibung
Im Vordergrund sieht man zwei Frauen, eine auf einer Bank sitzend in einem gestreiften Kleid, die andere stehend, ihre Hand auf die Schulter der anderen Frau gelegt. Rechts von ihnen befindet sich ein Mann, sitzend auf einem Holzstuhl, den linken Arm auf der Lehne angewinkelt, der sich mit den Frauen unterhält. Rechts neben ihm ein Tisch mit Gläsern, an dessen anderem Ende zwei Männer sitzen: Links ein Mann mit einem Zylinder, Pfeife rauchend, der sich zurücklehnt, rechts von ihm ein Mann mit Canotier, der den Blickkontakt zu den Frauen sucht. 
In der Bildmitte ist rechts ein stehendes Paar, die Frau mit einem Strohhut, der Mann mit einem Canotier, rechts daneben ein Mann, ebenfalls mit Canotier, der sich an einen Baum lehnt und eine Frau anspricht. Dahinter vier tanzende Paare. 
Im Hintergrund ist eine Bühne mit einem Orchester zu sehen, zwischen ihm und den Tanzenden stehen Laternen und an den Rändern weitere Bäume. Auf den Körpern der Menschen im Vordergrund ist das Spiel von Licht und Schatten zu erkennen.

## Auktionsrekord
Eine kleinere Version (78 × 114 cm) des gleichen Motivs wurde am 17. Mai 1990 für 78,1 Millionen US-Dollar bei Sotheby’s in New York City an den japanischen Unternehmer Saitō Ryōei verkauft. Nach dessen Tod wurde das Bild 1997 für 50 Millionen US-Dollar an einen anonymen Käufer verkauft. Es gehört damit zu den 20 teuersten Gemälden, die je verkauft wurden (Stand Oktober 2016).